# Opiumsdrømmen
Opiumsdrømmen er en spillefilm instrueret af Holger-Madsen efter manuskript af Axel Petersen.
Filmen blev produceret i 1914 og blev som den første danske film totalt forbudt af den danske censur. Den har derfor aldrig haft biografpremiere i Danmark.